# フランツ・ケルディシュ効果
フランツ・ケルディシュ効果（‐こうか、Franz-Keldysh effect）とは、光物性の分野における物理現象の1つ。発見者は、ドイツの物理学者ヴァルター・フランツと、ロシアの物理学者レオニード・ケルディシュ。
半導体に光が入射した時、通常は光のエネルギーがバンドギャップよりも高くなければ吸収は起こらない。この時の光の最小エネルギーを基礎吸収端と呼ぶ。半導体に高い電界を印加すると、基礎吸収端は長波長側に移動する。この現象がフランツ・ケルディシュ効果である。半導体中の電子の波動関数がバンドギャップにしみ出すことによって起こる。
電界によって半導体の誘電率を変化させることができるため、変調分光法など光学的な物性測定に利用されている。

## 文献
- 青木昌治, 「Franz-Keldysh 効果」『日本物理学会誌』 1966年 21巻 12号 p.873-874, doi:10.11316/butsuri1946.21.873。
- 青木昌治, 福家俊郎, 「Franz-Keldysh効果」『応用物理』 1967年 36巻 6号 p.422-435, doi:10.11470/oubutsu1932.36.422。
- 桑村有司, 山田実, 「電子緩和現象を考慮したフランツ・ケルディッシュ効果の解析」『電子情報通信学会技術研究報告. LQE, レーザ・量子エレクトロニクス』 96巻 98号 1996年 p.67-72, NAID 110003307361。